# Веніславський
Веніславський — українське прізвище.

## Поширеність прізвища в Україні
115 048-е за поширеністю прізвище в Україні — загалом налічує 28 носіїв. Найбільше із них проживають у таких населених пунктах:
- Ковель — 5;
- Олика — 4;
- Донецьк — 4.

## Відомі носії
- Веніславський Микола Олександрович — український актор, балетмейстер, фотохудожник.
- Веніславський Федір Володимирович — український правознавець.